# Idiops flaveolus
Idiops flaveolus là một loài nhện trong họ Idiopidae.
Loài này thuộc chi Idiops. Idiops flaveolus được Mary Agard Pocock miêu tả năm 1901.